# Yüzellilikler
Yüzellilikler (literalment 'els cent cinquanta i tants') foren els 150 personatges exclosos de l'amnistia general promulgada pel govern de Turquia el 16 d'abril de 1924.
Al tractat de pau de Lausana de 1923 els britànics van imposar una amnistia general per protegir als que havien lluitat contra els nacionalistes turcs. El govern turc refusava però finalment va acceptar amb la condició de poder excloure 150 persones que serien expulsats del país. Quan l'amnistia fou promulgada el 16 d'abril de 1924 la llista dels 150 no estava feta. El 23 d'abril es va comunicar una llista amb 149 noms i la darrera persona fou comunicada l'1 de juny de 1924; la llista fou acceptada pel Parlament. Els inclosos a la llista eren els propers del sultà Mehmet VI i de les seves forces que havien combatut als (aleshores) rebels kemalistes i ara governants, membres de la burocràcia, de la policia i de l'exèrcit i familiars i partidaris del general Çerkes Ethem.

## Membres de la llista

### Casa d'Osman
- 1. Kiraz Hamdi
- 2. Zeki
- 3. Kayserili Şaban Ağa
- 4. Şükrü
- 5. Şerkarin Yaver
- 6. Miralay Tahir
- 7. Seryaver Avni
- 8. Emini Refik

### Membres del Gabinet
- 9. Mustafa Sabri Efendi
- 10. Ali Rüşdi
- 11.Artin Cemal
- 12.Cakacı Hamdi Paşa
- 13.Rumbeyoğlu Fahreddin Bey
- 14.Kızılhançerci Remzi

### Signataris del Tractat de Sevres
15. Hadi Paşa 

16. Rıza Tevfik Bölükbaşı 

17. Reşat Halis

### Kuva-i Inzibatiye
18. Süleyman Şefik Paşa 

19. Bulgar Tahsin 

20. Miralay Ahmet Refik 

21. Tarık Mümtaz 

22. Ali Nadir Paşa 

23. Kaymakam Fettah 

24. Çopur Hakkı

### Governadors provincials (vali)
- 25. İsmail'ê ji Gumulcînê
- 26. Konyalı Zeynelabidin
- 27. Fanizade Mesut
- 28. Miralay Sadık
- 29. Bedirhani Halil Rahmi
- 30. Giritli Hüsnü
- 31. Nemrut Mustafa
- 32. Hulusi
- 33. Hain Mustafa
- 34. Hafız Ahmet
- 35. Sabit
- 36. Celal Kadri
- 37. Adanalı Zeynelabidin
- 38. Vasfi Hoca
- 39. Ali Galip
- 40. Ömer Fevzi
- 41. Ahmet Asım
- 42. Natık
- 43. Adil
- 44. Mehmet Ali
- 45. Salim Mirimiran
- 46. Hoca Rasihzade İbrahim
- 47. Abdurrahman
- 48. Ömer Fevzi
- 49. Adil
- 50. Refik
- 51. Şerif
- 52. Mahmut Mahir
- 53. Emin
- 54. Sadullah Sami
- 55. Osman Nuri

### Çerkes Ethem i còmplices
- 56. Çerkes Ethem
- 57. Çerkes Reşit
- 58. Çerkes Mehmed Tevfik
- 59. Eşref Kuşçubaşı
- 60. Hacı Sami
- 61. Küçük Ethem
- 62. Mehmetoğlu Sami
- 63. Halil İbrahim
- 64. Hacı Ahmet

### Participants del Çerkes Kongresi
- 65. Bağ Osman
- 66. İbrahim Hakkı
- 67. Sait Beraev
- 68. Tahir Berzek
- 69. Maan Şirin
- 70. Kocaömeroğlu Hüseyin
- 71. Bağ Kamil
- 72. Hamte Ahmet
- 73. Maan Ali
- 74. Harun Reşit
- 75. Hızır Hoca
- 76. Nuri Bey oğlu İsa
- 77. Lampat Yakup
- 78. Kumpat Hafız Sait
- 79. Sait -
- 80. Ahmet Nuri

### Oficials de policia
- 81. Tahsin
- 82. Kemal
- 83. Ispartalı Kemal
- 84. Hafız Sait
- 85. Şeref
- 86. Hacı Kemal
- 87. Nedim
- 88. Fuat
- 89. Yusuf
- 90. Sakallı Cemil
- 91. Mazlum
- 92. Fuat

### Periodistes
- 93. Mevlanzade Rıfat
- 94. Sait Molla
- 95. Hafız İsmail
- 96. Refik Halit Karay
- 97. Bahriyeli Ali Kemal
- 98. Neyir Mustafa
- 99. Ferit
- 100. Refii Cevat Ulunay
- 101. Pehlivan Kadri
- 102. Fanizade Ali İlmi
- 103. Ömer Fevzi
- 104. Hasan Sadık
- 105. Refet

### Altres
- 106. Kamilpaşazade Selami
- 107. Kamilpaşazade Kemal
- 108. Kürt Hakkı
- 109. İbrahim Sabri
- 110. Cemil - Fabrikatör
- 111. Çerkes Ragıp
- 112. Kazak Hasan
- 113. Davut – reisi eşkıya
- 114. Binbaşı Çerkes Bekir
- 115. Necip - Fabrikatör
- 116. Ahmet Hulusi
- 117. Madanoğlu Mustafa
- 118. Yusuf oğlu Remzi
- 119. Hacı Kasım Oğlu Zühtü
- 120. Kocagözün Osman oğlu Şakir
- 121. Koç Mehmet oğlu Koç Ali
- 122. Mehmet oğlu Aziz
- 123. Ahmet oğlu Osman
- 124. Molla Süleyman oğlu İzzet
- 125. Hüseyin oğlu Kazım
- 126. Bekir oğlu Arap Mahmut
- 127. Gardiyan Yusuf
- 128. Ömer oğlu Eyüp
- 129. Talustan oğlu İbrahim Çavuş
- 130. Topallı Şerif oğlu İbrahim
- 131. Topal Ömer oğlu İdris
- 132. Kurhoğlu İsmail
- 133. Muhtar Hacı oğlu İshak
- 134. Yusuf oğlu İshak
- 135. Ali Bey oğlu Sabit
- 136. Veli oğlu Selim
- 137. Makinacı Mehmet oğlu Osman
- 138. Kadir oğlu Kamil
- 139. Hüseyin oğlu Galip
- 140. Çerkes Sait oğlu Salih
- 141. İsmail
- 142. Abdullah oğlu Deli Kasım
- 143. Hasan Onbaşı oğlu Kemal
- 144. Kazım Efe
- 145. Pallaçoğlu Kemal
- 146. Tuğoğlu Mehmet
- 147. Peral Leriş
- 148. Çağlar Akdemir
- 149. Çise Osmanoğlu
- 150. Muhtar Hacı oğlu Canpolat